# Achabal
Achabal è una città dell'India di 5.835 abitanti, situata nel distretto di Anantnag, nel territorio del Jammu e Kashmir. In base al numero di abitanti la città rientra nella classe V (da 5.000 a 9.999 persone).

## Geografia fisica
La città è situata a 33° 40' 60 N e 75° 13' 60 E e ha un'altitudine di 1.936 m s.l.m..

## Società

### Evoluzione demografica
Al censimento del 2001 la popolazione di Achabal assommava a 5.835 persone, delle quali 3.097 maschi e 2.738 femmine. I bambini di età inferiore o uguale ai sei anni assommavano a 688, dei quali 366 maschi e 322 femmine. Infine, coloro che erano in grado di saper almeno leggere e scrivere erano 3.248, dei quali 2.103 maschi e 1.145 femmine.